# Sericia zamis
Sericia zamis är en fjärilsart som beskrevs av Stoll 1790. Sericia zamis ingår i släktet Sericia och familjen nattflyn. Inga underarter finns listade i Catalogue of Life.